# Dennis Nilsson
Dennis Nilsson (Vålberg, 21 maart 1976) is een Zweeds darter die uitkomt voor de WDF en de PDC.

## Carrière
Nilsson kwalificeerde zich voor het PDC World Darts Championship 2012, waar hij in de voorronde met 4-2 verloor van Haruki Muramatsu.
Hij vertegenwoordigde Zweden met Magnus Caris in de World Cup of Darts 2012. In de eerste ronde wonnen ze met 5-2 van Japan (Haruki Muramatsu en Morihiro Hashimoto, maar in de tweede ronden verloren ze met 3-1 van België (Kim Huybrechts en Kurt Van de Rijck).
In 2013 bereikte Nilsson de laatste 16 van de World Masters 2013, waar hij met 3-0 werd verslagen door Danny Noppert.
Door in de finale te winnen van Steve Lennon won Nilsson de Finnish Masters in 2016.
In 2017 kwalificeerde Nilsson zich via de regionale qualifiers van de WDF voor het BDO World Darts Championship. Hij verloor in de voorronde met 3-0 van Ryan Joyce.
Ook in 2018 kwalificeerde Nilsson zich via de regionale qualifiers van de WDF voor het BDO World Darts Championship. In de voorronde won Nilsson met 3-0 van Jeffrey Sparidaans, maar in de eerste ronde verloor hij met 3-2 van het negende reekshoofd Jim Williams. Later dat jaar wist Nilsson zijn eerste finale in de PDC Challenge Tour te winnen van Harry Ward. Later in 2018 maakte Nilsson opnieuw zijn opwachting op de World Cup of Darts, samen met Daniel Larsson. Ze verloren in de eerste ronde met 5-3 van Duitsland (Max Hopp en Martin Schindler).
In 2019 keerde Nilsson weer terug de World Cup of Darts, samen met Caris. Ze wonnen in de eerste ronde van Brazilië met 3-0 (Diogo Portela en Artur Valle), maar verloren in de volgende ronde van de Schotten Gary Anderson en Peter Wright met 2-0. Hij won dit jaar ook zijn eerste finale tijdens een PDC Nordic & Baltic Pro Tour. In de German Darts Open 2019 verloor hij in de eerste ronde met 6-1 van Nathan Aspinall. Tijdens de Dutch Darts Masters 2019 won hij met 6-0 van Erik Hol en met 6-5 van Jonny Clayton, waarop hij met 6-0 werd uitgeschakeld door Glen Durrant. Tijdens de Danish Darts Open 2019 won Nilsson met 6-0 van Steve Lennon, waarop hij in de volgende ronde verloor met 6-3 van James Wade. In de European Darts Matchplay 2019 verloor hij met 6-3 van Marvin Wehder.
In 2020 speelde Nilsson weer samen met Larsson op de World Cup of Darts, waar ze in de eerste ronde kansloos verloren van de Grieken John Michael en Veniamin Symeonidis met 5-0.
In 2022 won Nilsson zijn tweede finale in de PDC Nordic & Baltic Tour door met 6–1 te winnen van Madars Razma. Via de Nordic & Baltic Qualifier plaatste Nilsson zich voor de International Darts Open 2022. Hij verloor in de eerste ronde met 6–4 van Lewis Williams. In de European Darts Open 2022 won Nilsson zijn eerste wedstrijd met 6–3 van Martin Lukeman, om in de tweede ronde uitgeschakeld te worden door José de Sousa met 6-5. In de Belgian Darts Open 2022 won Nilsson zijn eerste wedstrijd met 6–2 van Kevin Doets, maar werd in de tweede ronde uitgeschakeld door  Joe Cullen met 6-2.
In 2023 speelde Nilsson samen met Oskar Lukasiak op de World Cup of Darts, dat vanaf dat jaar volgens een nieuw format werd gespeeld. In de groepsfase wonnen de Zweden van zowel Zwitserland (Stefan Bellmont en Marcel Walpen) als Italië (Massimo Dante en Michele Turetta), waardoor ze zich plaatsten voor de knock-outfase. Daar werd gewonnen van Canada (Matt Campbell en Jeff Smith) met 8-5, maar in de kwartfinale bleek Wales (Gerwyn Price en Jonny Clayton) te sterk met 8-5. Later dat jaar kwalificeerde Nilsson zich voor het WDF World Darts Championship 2023, dat bijzonder succesvol bleek. Hij won achtereenvolgens van Jordan Brooks (2–0), James Hurrell (3–2), Alexander Merkx (3–1) en Wesley Plaisier (4–1). In de halve finale bleek Andy Baetens te sterk met 5–2.
In de Baltic Sea Darts Open 2023 verloor Nilsson in de eerste ronde met 6–3 van Lewis Williams. Tijdens de Belgian Darts Open 2023 werd hij in de eerste ronde uitgeschakeld door Ted Evetts met 6–2.
Nilsson wist zich opnieuw te kwalificeren voor het WDF World Darts Championship 2024.

## Resultaten op wereldkampioenschappen

### PDC
- 2012: Voorronde (verloren van Haruki Muramatsu met 2–4 in legs)

### BDO
- 2017: Voorronde (verloren van Ryan Joyce met 0–3)
- 2018: Laatste 32 (verloren van Jim Williams met 2–3)

### WDF
- 2023: Halve finale (verloren van Andy Baetens met 2–5)
- 2024: Laatste 32 (verloren van Gary Stone met 2–3)